# Большой Нимныр (река)
Большой Нимныр (Улахан-Ньымньыыр) — река в республике Саха России, правый приток Алдана. Длина — 181 км, площадь бассейна — 4860 км². 
Образуется слиянием рек Хангас-Нимгеркан и Унга-Нимгеркан на окончании хребта Западные Янги Алданского нагорья. На правом берегу — одноимённый посёлок Алданского района, ниже которого реку пересекает Амуро-Якутская железнодорожная магистраль. По данным наблюдений с 1948 по 1994 год среднегодовой расход воды в районе посёлка (113 км от устья) составляет 24,81 м³/с. Одна из самых сложных рек Якутии для спортивного сплава. Высота устья — 369 м над уровнем моря.

## Притоки
(расстояние от устья)
- 51 км: река Томмот (пр)
- 54 км: река Хардогас (лв)
- 100 км: река Николкин Ключ (лв)
- 108 км: река Керак (лв)
- 111 км: река Малый Аян (пр)
- 124 км: река Монахта (лв)
- 138 км: река Олонгро (пр)
- 165 км: река Большой Горкит (лв)
- 181 км: река Унга-Нимгеркан (пр)
- 181 км: река Хангас-Нимгеркан (лв)

## Данные водного реестра
По данным государственного водного реестра России относится к Ленскому бассейновому округу, речной бассейн реки — Лена, речной подбассейн реки — Алдан, водохозяйственный участок реки — Алдан от истока до в/п г. Томмот.
Код объекта в государственном водном реестре — 18030600112117300001940.